# Wernher von Braun (film)
Wernher von Braun is een Amerikaans-Duitse dramafilm uit 1960 onder regie van J. Lee Thompson. De film is ook bekend onder de titel I Aim at the Stars.

## Verhaal
Wernher von Braun heeft meegewerkt aan het geheime raketprogramma van de nazi's. Na de Tweede Wereldoorlog werkt hij voor de Amerikanen. Hij kan zijn oorlogsverleden echter moeilijk van zich afschudden.

## Rolverdeling
| Acteur           | Personage                |
| ---------------- | ------------------------ |
| Curd Jürgens     | Wernher von Braun        |
| Victoria Shaw    | Maria von Braun          |
| Herbert Lom      | Anton Reger              |
| Gia Scala        | Elizabeth Beyer          |
| James Daly       | Majoor William Taggert   |
| Adrian Hoven     | Mischke                  |
| Gerard Heinz     | Professor Oberth         |
| Karel Štěpánek   | Kapitein Dornberger      |
| Peter Capell     | Dr. Neumann              |
| Hayden Rorke     | Amerikaanse majoor       |
| Austin Willis    | Generaal John B. Medaris |
| Alan Gifford     | Amerikaanse kolonel      |
| Helmo Kindermann | Generaal Kulp            |
| Lea Seidl        | Barones von Braun        |
| John Crawford    | Dr. Bosco                |